# Jack Markle
Pour les articles homonymes, voir Markle.
Jack Arthur Markle (né le 15 mai 1907 à Thessalon, dans la province de l'Ontario, au Canada – mort le 25 juin 1956) est un joueur professionnel canadien de hockey sur glace qui évoluait au poste d'ailier droit.  Il joue une douzaine d'années dans les ligues de hockey d'Amérique du Nord, dont dix saisons avec les Stars de Syracuse. Il remporte la finale de la LAH, la Coupe Calder, avec les Stars en 1937 et termine meilleur pointeur de la ligue lors de cette saison puis de la saison suivante,.

## Biographie
Markle commence sa carrière en jouant avec les Greys d'Owen Sound junior dans l'Association de hockey de l'Ontario junior en 1923-1924. En 1927-1928, il rejoint les Panthers de London dans la Ligue internationale de hockey ; lors des deux saisons suivantes, il joue avec les Tigers de Hamilton toujours dans la LIH.
En 1930-1931, il rejoint les Stars de Syracuse avec qui il joue une dizaine de saisons. Il dispute huit rencontres dans la Ligue nationale de hockey avec les Maple Leafs de Toronto au cours de la saison 1935-1936. Ne se faisant pas de place dans l'effectif de l'équipe de la LNH, il suit les Stars quand la LIH fusionne avec la Can-Am avant le début de la saison 1936-1937. À la suite des quarante-huit rencontres de la saison régulière, il est le meilleur pointeur avec un total de soixante réalisations. Il aide également son équipe à remporter à la fin des séries éliminatoires la Coupe Calder.
Markle inscrit six points de moins lors de la saison suivante⁣⁣, ⁣ mais il est toujours le meilleur pointeur de la saison régulière alors que son équipe perd en finale des séries contre les Reds de Providence. Il joue jusqu'à la fin de la saison 1939-1940 avec les Stars et au cours de cette dernière saison, il occupe le double poste d'entraîneur joueur.

## Statistiques
| Saison    | Équipe                    | Ligue      |    | Saison régulière | Saison régulière | Saison régulière | Saison régulière | Saison régulière |   | Séries éliminatoires | Séries éliminatoires | Séries éliminatoires | Séries éliminatoires | Séries éliminatoires |
| Saison    | Équipe                    | Ligue      | PJ | B                | A                | Pts              | Pun              | PJ               | B | A                    | Pts                  | Pun                  |                      |                      |
| 1923-1924 | Greys d'Owen Sound junior | AHO Jr.    | 2  | 0                | 0                | 0                | 0                |                  |   |                      |                      |                      |                      |                      |
| 1924-1925 | Owen Soud                 | Collegiate |    |                  |                  |                  |                  |                  |   |                      |                      |                      |                      |                      |
| 1925-1926 | Greys d'Owen Sound junior | AHO Jr.    | 12 | 4                | 1                | 5                |                  | 8                | 5 | 0                    | 5                    | 7                    |                      |                      |
| 1926-1927 | Greys d'Owen Sound junior | AHO Jr.    | 16 | 31               | 8                | 39               |                  |                  |   |                      |                      |                      |                      |                      |
| 1927-1928 | Panthers de London        | Can-Pro    | 29 | 3                | 1                | 4                | 60               |                  |   |                      |                      |                      |                      |                      |
| 1928-1929 | Tigers de Hamilton        | Can-Pro    | 36 | 12               | 4                | 16               | 10               |                  |   |                      |                      |                      |                      |                      |
| 1929-1930 | Tigers de Hamilton        | LIH        | 42 | 12               | 10               | 22               | 21               |                  |   |                      |                      |                      |                      |                      |
| 1930-1931 | Stars de Syracuse         | LIH        | 48 | 18               | 20               | 38               | 4                |                  |   |                      |                      |                      |                      |                      |
| 1931-1932 | Stars de Syracuse         | LIH        | 48 | 20               | 13               | 33               | 10               |                  |   |                      |                      |                      |                      |                      |
| 1932-1933 | Stars de Syracuse         | LIH        | 30 | 8                | 16               | 24               | 6                | 6                | 1 | 2                    | 3                    | 0                    |                      |                      |
| 1933-1934 | Stars de Syracuse         | LIH        | 42 | 14               | 22               | 36               | 16               | 6                | 4 | 2                    | 6                    | 2                    |                      |                      |
| 1934-1935 | Stars de Syracuse         | LIH        | 44 | 23               | 20               | 43               | 4                | 2                | 0 | 0                    | 0                    | 5                    |                      |                      |
| 1935-1936 | Maple Leafs de Toronto    | LNH        | 8  | 0                | 1                | 1                | 0                |                  |   |                      |                      |                      |                      |                      |
| 1935-1936 | Stars de Syracuse         | LIH        | 43 | 27               | 24               | 51               | 4                | 3                | 0 | 1                    | 1                    | 0                    |                      |                      |
| 1936-1937 | Stars de Syracuse         | IAHL       | 50 | 21               | 39               | 60               | 4                | 9                | 2 | 4                    | 6                    | 0                    |                      |                      |
| 1937-1938 | Stars de Syracuse         | IAHL       | 48 | 22               | 32               | 54               | 8                | 8                | 5 | 1                    | 6                    | 0                    |                      |                      |
| 1938-1939 | Stars de Syracuse         | IAHL       | 53 | 16               | 32               | 48               | 4                | 3                | 2 | 1                    | 3                    | 0                    |                      |                      |
| 1939-1940 | Stars de Syracuse         | IAHL       | 45 | 9                | 24               | 33               | 6                |                  |   |                      |                      |                      |                      |                      |

## Trophées et honneurs personnels
- 1934-1935 : sélectionné dans la première équipe d'étoiles de la LIH
- 1936-1937 :
  - meilleur pointeur de la saison
  - remporte la Coupe Calder avec les Stars de Syracuse
- 1937-1938 :
  - meilleur pointeur de la saison
  - élu dans la seconde équipe d'étoiles de la LAH